# Siegfried Gast
Siegfried Gast (* 5. Dezember 1938 in Mainflingen) ist ein ehemaliger deutscher Fußballspieler, der als Stürmer von Kickers Offenbach in den Jahren 1956 bis 1963 in der Oberliga Süd 156 Spiele mit 94 Toren absolviert hat.

## Laufbahn

### Kickers Offenbach, 1950 bis 1966

#### Oberliga Süd, 1956 bis 1963
Der bereits als C-Jugendlicher von der TSG Mainflingen zu Kickers Offenbach gekommene Nachwuchsstürmer Siegfried Gast bestritt in der Runde 1956/57, am 5. Mai 1957 beim Auswärtsspiel des OFC beim Freiburger FC, sein erstes Pflichtspiel in der Oberliga Süd. Bei der 0:0 endenden Begegnung im Mösle-Stadion wurde er als Linksaußen eingesetzt. In seiner zweiten Saison in der Oberliga holte er sich in 24 Einsätzen den Titel des Torschützenkönigs im Süden mit 20 Torerfolgen. Wiederum hatte Trainer Paul Oßwald ein Talent aus den eigenen Reihen an das Leistungsniveau der Oberliga Süd herangeführt. An der Seite der anerkannten Offensivkräfte Engelbert Kraus, Gerhard Kaufhold, Helmut Preisendörfer, Ernst Wade und Hermann Nazarenus entwickelte sich das Torjägertalent des jungen Stürmers. Nach der Runde 1957/58 wechselte Trainer Oßwald die Mainseite und übernahm Eintracht Frankfurt. Für das Talent Gast und Kickers Offenbach war das perspektivisch gesehen, ein großer Verlust. Im Jahre 1959 holte sich Offenbach hinter Eintracht Frankfurt die Vizemeisterschaft im Süden und zog in die Endrunde um die deutsche Fußballmeisterschaft ein. „Siggi“ Gast waren in 22 Einsätzen 12 Tore geglückt. In der Endrunde setzten sich die Kickers gegen den Hamburger SV, Westfalia Herne und Tasmania Berlin durch und zogen in das Finale am 28. Juni 1959 in Berlin ein. In einem dramatischen Spiel setzte sich Eintracht Frankfurt mit einem 5:3-Erfolg nach Verlängerung gegen Offenbach durch. Gast erzielte in der 110. Spielminute den dritten Treffer des OFC zum Zwischenstand von 3:4 und hatte in allen sieben Begegnungen der Endrunde mitgewirkt. Im folgenden Jahr, 1959/60, verhalfen seine 20 Treffer Offenbach zur Vizemeisterschaft im Süden. Das Qualifikationsspiel zur Endrunde verlor Offenbach aber am 7. Mai 1960 in Hannover mit 0:1 Toren gegen Westfalia Herne. Als „Siggi“ Gast in der Weltmeisterschaftsrunde 1961/62 in der Oberliga 21 Treffer erzielte, nominierte ihn Bundestrainer Sepp Herberger für das Länderspiel der Juniorennationalmannschaft U 23 am 6. Mai 1962 in Aachen gegen Frankreich. Mit der Angriffsformation Carl-Heinz Rühl, Horst Trimhold, Wilhelm Bergstein, Gast und Oskar Lotz gewann die DFB-Vertretung das Spiel mit 3:0 Toren. Neben Bergstein und Rühl trug sich auch Gast in die Torschützenliste ein. Im letzten Oberligajahr 1962/63 kam der Torschütze vom Bieberer Berg lediglich auf 11 Treffer und den Kickers wurden als Tabellensiebter die Nominierung für die neue Fußball-Bundesliga zur Runde 1963/64 verweigert. Alleine die Platzierungen in der Zeitspanne der Oberligakarriere von Siegfried Gast – 1956/57 bis 1962/63 – mit drei Vizemeisterschaften, zwei vierten und je einem fünften und siebten Rang, lassen deutliche Zweifel an dieser Entscheidung aufkommen.

#### Regionalliga Süd, 1963 bis 1966
In der Regionalliga Süd brachte es Siegfried Gast in den Runden 1963/64 bis 1965/66 auf 106 Einsätze mit 69 Toren, aber der erhoffte Bundesligaaufstieg glückte ihm mit Offenbach in diesen drei Runden nicht. Nach zwei „enttäuschenden“ dritten Rängen in den ersten zwei Jahren der Regionalliga hinter Hessen Kassel und FC Bayern München 1964 bzw. Bayern München und dem SSV Reutlingen 1965, zog Gast mit dem OFC als Vizemeister der Saison 1965/66 in die Bundesliga-Aufstiegsrunde 1966 ein. Zur Vizemeisterschaft hatte er 24 Treffer im Süden beigesteuert. In der Aufstiegsrunde stürmte er in allen sechs Begegnungen gegen Fortuna Düsseldorf, Hertha BSC und FK Pirmasens für Offenbach, Düsseldorf setzte sich aber souverän in der Gruppe durch und stieg in die Bundesliga auf.
Im Sommer 1966 nahm Siegfried Gast nach 262 Rundenspielen mit 163 Toren von Kickers Offenbach Abschied und stürmte wieder für seinen Heimatverein TSG Mainflingen. Bei den Schwarz-Gelben an der hessisch-bayerischen Landesgrenze feierte er 1969/70 die Kreismeisterschaft und 1970/71 den Aufstieg in die Gruppenliga Süd.